# Debate de los antiguos y los modernos

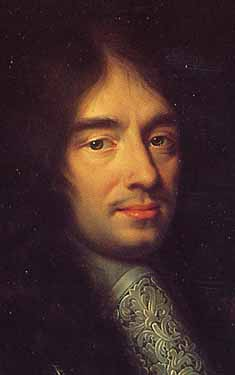
Retrato de Charles Perrault

El debate de los antiguos y los modernos —también conocido como la querella de los antiguos y los modernos— es un tópico de la cultura occidental, consistente en la comparación entre los autores considerados clásicos y los que en cada momento se tienen por actuales. 
Bien se opta por valorar más a los antiguos, cuyo mérito se considera probado por el paso de los siglos y la admiración que reciben generación tras generación; bien a los modernos, sosteniendo que la época contemporánea, con sus costumbres, sus leyes y sus artes, es superior a cualquier cosa que haya venido antes. Así, por ejemplo, Charles Perrault en el siglo xvii afirmaba que la monarquía absoluta de la Francia de Luis XIV, con su persecución de opositores y su intolerancia religiosa, era infinitamente superior a la democracia de Atenas o la república de Roma, con sus ideales de libertad política y de religión.

## Historia
Frases sobre el valor relativo de unos o de otros pueden rastrearse desde la Antigüedad y la Edad Media, con sus sucesivas renovaciones. Pero ese debate, en sentido estricto, es tan viejo como el Renacimiento. En el siglo xvi se hablaba de continuo de «novedad», en concordia o no con los antiguos, de modo que, en distintos grados, varios aspectos del siglo siguiente —crítica de los clásicos, independencia de los antiguos, pretensión de mejorar al mundo y al hombre, afirmación de la experiencia y de la razón como instrumentos del conocimiento— aparecen muchos de ellos, y no sólo implícitamente, en las discusiones renacentistas de esa centuria.
Sin embargo, con ese rótulo, «querella», no se explicitará hasta avanzado el siglo xvii, con la lectura en 1687 ante la Academia Francesa del poema de Charles Perrault «Le Siècle de Louis le Grand / El siglo de Luis el Grande», donde comparaba los logros de la era de Luis XIV con los del emperador romano Octavio Augusto a favor del primero. Eso abrió un debate en el que de inmediato se opuso al concepto general de Perrault otro miembro de la Academia, Nicolas Boileau-Despréaux. De ahí que se la conozca familiarmente como «la querelle». 
En realidad los dos partidos se venían formando desde algunos años antes y rivalizaban no solo por cuestiones ideológicas; los Modernos, que defendían los méritos intelectuales de su tiempo, estaban más cercanos a la Corona; los Antiguos, paladines de las virtudes clásicas y humanistas, eran más autónomos e independientes. Entre estos últimos se encontraban, aparte de Nicolas Boileau, los tres Juanes: el dramaturgo Jean Racine, el fabulista Jean de La Fontaine y Jean de La Bruyère, mientras que con los Modernos se alineaban junto a Perrault Bernard Le Bovier de Fontenelle, secretario de la Academia de Ciencias de París, y Jean Desmarets de Saint-Sorlin. 
El debate se agudizó con la publicación a partir de 1688, por parte de Charles Perrault, de los cuatro tomos de su importante Parallèle des anciens et des modernes, obra que habla de literatura y artes, pero que también invita a comparar los regímenes políticos, las ciencias modernas con las pasadas, y la moral católica con la libertad de costumbres de la Antigüedad. 
Lo importante fue que ese debate se internacionalizó cuando saltó a Inglaterra y amplió el número de contrincantes y de nuevas ideas. Los ingleses introdujeron la ciencia en el debate, pero tanto al uno como al otro lado del Canal se mantuvo el doble filo, literario y científico, de la cuestión.
Hasta tal punto se dieron intervenciones en la querella en otros países que, por ejemplo, Jonathan Swift, para defender a William Temple en su argumentación acerca de la primacía de los antiguos, escribe la sátira literaria La batalla de los libros antiguos y modernos (The Battle of the Books, 1704).
Puede considerarse la Querella como parte importante de la crisis de la conciencia europea, momento cultural de la Europa de finales del xvi y comienzos del xvii que definió expresamente Paul Hazard.
Hasta el siglo xxi llegan los ecos del debate, y podemos encontrar centenares de aforismos y frases al respecto, más aún tras el auge y declive del posmodernismo.

## A hombros de gigantes
Durante la época medieval, ya en el siglo xii, se utilizaba la frase «somos enanos, pero, subidos a los hombros de los gigantes, vemos más lejos que ellos» para explicar que, si las artes y las ciencias modernas habían hecho descubrimientos nuevos, y progresado en relación con tiempos pasados, era porque el punto de partida de los hombres modernos era el enorme legado resultante del trabajo de los grandes hombres de la antigüedad. Esta frase se ha divulgado sobre todo gracias a Isaac Newton que, en 1676, la habría tomado a su vez de su autor medieval, el filósofo Bernardo de Chartres, citado por su discípulo Juan de Salisbury, y es utilizada como un lema del bando de los antiguos en el debate de los antiguos y los modernos.
Pero la frase circuló en los siglos xiii y xiv, y algún otro autor más próximo en el tiempo: la recordó Juan Luis Vives, en 1531. A continuación destacó fundamentalmente el español Diego de Estella ('Didacus Stella', en 1578), y luego el ensayista melancólico Robert Burton, en 1624, apelando a este autor. 
En el siglo xvii hubo grandes figuras intermedias hasta Newton —como John Donne (1625), George Hakewill (1627) y Marin Mersenne (1634)—, que hablaron de estar «a hombros de gigantes». Este es el resultado de la indagación de Robert Merton.
La frase la han repetido Coleridge, Engels, Stuart Mill o Freud.[cita requerida] Hoy en día es el lema del Google Académico (Google Scholar).